# Jeune Suisse
La Jeune Suisse est un mouvement fondé le 26 juillet 1835, sous l'impulsion de Giuseppe Mazzini, à l'auberge de la Croix-Blanche, à Villeneuve. Le groupe est construit sur le modèle de son précédent mouvement Jeune Italie. 

## Histoire
Avant même son assemblée constituante, les membres du mouvement lancent le 1er juillet 1835 un organe de presse bilingue, Jeune Suisse, publié dans ses locaux de Bienne, et ayant comme rédacteur Johann August Weingart. L'assemblée constitutive est composée 15 à 16 citoyens des cantons de Vaud, Fribourg, du Jura bernois et du Valais, dont Johann August Weingart, L. Michod (Gubernatis), Louis-Alexandre Michod (l'éditeur du Peuple, revue nationale et démocratique et de la Feuille populaire suisse). Après quelques modifications, ils adoptèrent les statuts présentés par H. Druey à l'assemblée de l'Association nationale à Schinznach. La Jeune Suisse était un mouvement révolutionnaire faisant partie du mouvement Jeune Europe.

## Sources externes
- Andrea Weibel (trad. Danièle Vuilleumier), « Jeune Europe » dans le Dictionnaire historique de la Suisse en ligne, version du 11 février 2008.